# Послание «Мир», «Ленин», «СССР»

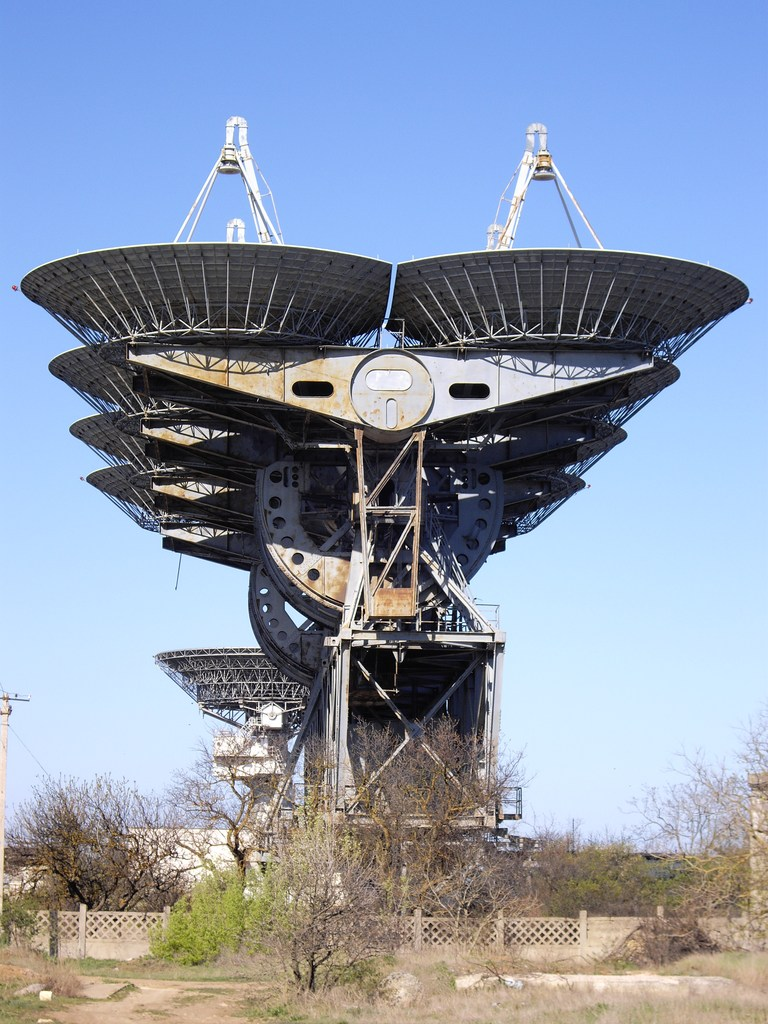
Передающая антенна комплекса «Плутон» на 2-й площадке Евпаторийского Центра Дальней Космической связи (фото 2009 года)

«Послание „Мир“, „Ленин“, „СССР“» — первое в истории человечества осмысленное радиотелеграфное сообщение, целенаправленно переданное в космос 19 ноября (слово «Мир») и 24 ноября (слова «Ленин» и «СССР») 1962 года из Евпаторийского центра дальней космической связи. Хотя в ходе эксперимента не ставилось задачи передачи сообщения внеземным цивилизациям, этот сигнал рассматривается как предшественник межзвёздных радиосообщений, первым из которых считается «Послание Аресибо», отправленное на 12 лет позже.

## Послание
Инициатор радиопередачи, научный сотрудник ИРЭ РАН Олег Ржига, вспоминает: по его просьбе радиомонтажник Каледин, бывший радист, записал слова «МИР ЛЕНИН СССР» азбукой Морзе. Затем Ржига взял в руки секундомер и встал у тумблера, с помощью которого менял частоту скачком на 62,5 герца. Передача точки длилась 10 секунд, тире — 30 секунд, паузы внутри букв — 8 секунд, паузы между буквами — 30 секунд, общее время радиопередачи составило 8 минут.
Сигнал на волне 39 см был нацелен на планету Венера с целью получения отражённого от неё сигнала для проверки и демонстрации возможностей Евпаторийского планетарного радара, оснащённого восьмизеркальной антенной АДУ-1000 и передатчиком непрерывной мощностью 50 кВт. Отражённый от поверхности Венеры сигнал был принят двумя аналогичными антеннами — 19 ноября — через 4 минуты 32,7 секунды, 24 ноября — через 4 минуты 44,7 секунды.
По расчётам Сергея Гурьянова, сигнал направляется в сторону звезды HD 131336, находящейся в созвездии Весов. К настоящему времени[когда?] он преодолел 62 из более чем 800 световых лет, отделяющих эту звезду от Солнечной системы.
В 1966 году из этого же центра при работе с британцами через Венеру были посланы азбукой Морзе слова: СССР, Англия, дружба. Астроном Бернард Ловелл принял это сообщение. От ИРЭ АН СССР участвовали в передаче послания Лев Апраксин и Анатолий Денисов.